# Piateda
Piateda település Olaszországban, Sondrio megyében. Lakosainak száma 2039 fő (2023. január 1.). Piateda Caiolo, Faedo Valtellino, Montagna in Valtellina, Ponte in Valtellina, Valbondione, Albosaggia, Carona, Poggiridenti és Tresivio községekkel határos.

## Népesség
A település népességének változása:
| Lakosok száma | 2186 | 2158 | 2039 |
|               | 2017 | 2018 | 2023 |